# Wandelaar (navire)
Pour les articles homonymes, voir Wandelaar (homonymie).
Le Wandelaar est une frégate de classe Wielingen de la Marine belge,  numéro de coque F912, retirée du service le 1er mars 2004, en Belgique, pour être vendue à la marine bulgare le 21 octobre 2005, devenant le 41 Drazki.

## Histoire
Le Wandelaar a été construit au chantier naval de Boel, près de Temse, et lancé le 21 juin 1977.

## Déploiements opérationnels
Durant l'Opération Southern Brezze le Wandelaar a mené une mission de contrôle de l'embargo sur l'Irak dans l'Océan Indien, du 17 octobre 1990 au 14 janvier 1991.
Opération Sharp Guard : il participe à cette opération du 10 septembre 1994 au 18 novembre 1994 au sein de la force navale permanente de l'OTAN en Méditerranée. Il a interpelé 350 navires marchands, en a visité 45 et en a dévié 19 vers un port italien pour un contrôle approfondi.